# Charles Wright Mills
Pour les articles homonymes, voir Charles Mills et Mills.
Charles Wright Mills est un sociologue américain né le 28 août 1916 à Waco (Texas), et mort le 20 mars 1962.
Professeur de sociologie à l’université Columbia à New York, il s’est distingué par sa réflexion sur les élites aux États-Unis, développée dans ses deux principaux ouvrages The Power Elite (1956) et White Collar (1951). À contre-courant de l’approche sociologique dominante, alors incarnée par Talcott Parsons, dont il a dénoncé le théoricisme dans L'Imagination sociologique (1961), il s’inscrit dans une tradition de sociologie critique.
En contraste avec l’idéologie américaine de la société ouverte, il défend la thèse que les élites forment en fait un groupe de pouvoir fermé, en opposition aux autres groupes sociaux. Si une forme de mobilité est importante aux États-Unis, elle se limite selon lui à la circulation des élites entre les trois principaux secteurs du pouvoir (politique, économique et militaire).

## Élite du pouvoir aux États-Unis

### Méthodologie
Les méthodes utilisées par Mills dans son étude : 
- Annuaires et registres pour trouver les noms des personnalités
- Biographies sur les personnalités et les principaux dirigeants politiques, économiques et militaires
- Statistiques sur les origines et les profils des hommes politiques
- Déclarations fiscales
- Analyse de contenu sur les célébrités dans les magazines et les journaux
- Entretiens avec des fonctionnaires, militaires et cadres du secteur privé
- Interviews et observations de terrain dans diverses villes moyennes

### Formation et domination de l’élite du pouvoir dans la société américaine
Il définit l’élite du pouvoir comme « l’ensemble des hommes qui prennent toutes les décisions importantes que l’on peut prendre ». Il la considère composée d’hommes qui occupent des « postes-clés » dans les grandes institutions de la société moderne et qui peuvent « prendre des décisions aux conséquences capitales » pour la vie des gens ordinaires. Les trois domaines principaux du pouvoir sont pour lui la politique, l’économie et le domaine militaire.
Le XXe siècle lui paraît marqué par un processus de centralisation et de coordination des trois domaines principaux du pouvoir. L’interdépendance mutuelle de plus en plus grande entre les trois groupes d’élites (élites politique, économique et militaire) conduit à la constitution d’un « triangle du pouvoir ».

### Concept du pouvoir chez Mills: le pouvoir institutionnel
Sa définition du pouvoir est d’inspiration wéberienne : « Par les puissants (« powerful »), nous entendons évidemment ceux qui peuvent réaliser leur volonté même si d’autres s’y opposent ».
La source du pouvoir est l’accès aux institutions : « nul ne peut être vraiment puissant s’il n’a pas accès à la direction des grandes institutions, car c’est sur ces moyens institutionnels de pouvoir que les hommes vraiment puissants exercent, en première instance, leur pouvoir ». Le pouvoir individuel se base sur le pouvoir institutionnel.
Le pouvoir est contrôlé par les institutions dans les trois cercles principaux de pouvoir (l’économie, la politique et le militaire).
L’accès aux capitaux, aux revenus, à la fortune comme au prestige est réglé par les institutions. Le pouvoir et la richesse ont un caractère cumulatif (plus on en a, plus il est facile d’en amasser).
Il met en évidence une relation étroite entre pouvoir et positions institutionnelles : les puissants perdent leur pouvoir quand ils perdent leurs positions.

### Concept de l’élite du pouvoir
- L’élite se compose des "hommes d'envergure" « qui ont le plus de tout ce qu’il faut avoir, c’est-à-dire généralement l’argent, le pouvoir, le prestige et tous les styles de vie que ces choses permettent » (Mills, l’élite du pouvoir, 1969, p. 13).
- C’est grâce aux institutions que la réputation, l’argent, la richesse sont acquis distribués et conservés.
- « Par élite du pouvoir, nous entendons ces cercles politiques, économiques et militaires qui, dans un ensemble complexe de coteries entrecroisées, partagent les décisions d’importance au moins nationale.» (Mills, l’élite du pouvoir, 1969, p. 23).
- Deux facteurs, qui favorisent l’homogénéité des élites :

1. Facteurs sociaux et psychologiques : Même origine sociale et même milieu social ; même cursus scolaire dans les collèges privés ; modes de comportement et personnalité similaire (« type social homogène ») ; mêmes valeurs et mêmes intérêts ; sentiments d’appartenance à la même classe sociale ; conscience de classe ; échange mutuel dans les postes et positions dirigeantes entre les membres des trois élites (élite politique, économique et militaire)
2. Facteurs institutionnels : Echange et circulation entre les trois groupes d’élites ; réseaux de contacts institutionnels et personnels ; coïncidence des intérêts institutionnels et personnels.

### Cinq étapes dans la formation de l’élite du pouvoir (chapitre 12)
- De la Révolution au gouvernement de John Adams : l’élite intégrée
- Le début du XIXe siècle (de Jefferson à Lincoln) : élite hétérogène, décentralisée
- 1866/1886 jusqu’à la fin des années 1920 : domination de l’économie
- La période du New Deal (années 1930 sous Roosevelt) : autonomie de la politique, « décennie politique »
- Depuis la Seconde Guerre mondiale : ascension du pouvoir militaire et formation d’une élite fermée issue des secteurs économique, militaire et politique

## Œuvre
- 1948 : The New Men of Power : America's Labor Leaders
- 1951 : White Collar: The American Middle Classes (Les cols blancs)
- 1956 : The Power Elite (L'Élite du pouvoir). Traduction en français chez Agone en 2012 sous le titre L'élite au pouvoir.
- 1958 : The Causes of World War Three
- 1959 : The Sociological Imagination (L'imagination sociologique)
- 1960 : Listen, Yankee: The Revolution in Cuba
- 1962 : The Marxists

### Publications posthumes
- 1963 : Power, Politics and People : The Collected Essays of C. Wright Mills
- 1966 : Sociology and Pragmatism : The Higher Learning in America
- 1970 : From Max Weber : Essays in Sociology